# Nomada gigas
Nomada gigas är en biart som beskrevs av Heinrich Friese 1905. Nomada gigas ingår i släktet gökbin, och familjen långtungebin. Inga underarter finns listade i Catalogue of Life.